# Gordo (Alabama)
Gordo es un pueblo ubicado en el condado de Pickens en el estado estadounidense de Alabama. En el censo de 2000, su población era de 1667.

## Demografía
En el 2000 la renta per cápita promedia del hogar era de $ 23.813$, y el ingreso promedio para una familia era de 35.714$. El ingreso per cápita para la localidad era de 13.937$. Los hombres tenían un ingreso per cápita de 27.500$ contra 21.029$ para las mujeres.

## Geografía
Gordo está situado en 33°19′17″N 87°54′13″O / 33.32139, -87.90361 (33.321461, -87.903729).
Según la Oficina del Censo de los EE. UU., la ciudad tiene un área total de 3.19 millas cuadradas (8.26 km²).